# Francisco Viel Bugliotti
Francisco Viel Bugliotti (n. 27 de enero de 1989, Jesús María Provincia de Córdoba) es un piloto argentino de automovilismo de velocidad. Iniciado en el ambiente del karting, compitió en distintas categorías nacionales de fórmulas, destacándose en la Fórmula Renault Plus o Interprovincial, categoría de la cual se consagrara campeón en el año 2006. Participó también en certámenes de Fórmula Renault a nivel internacional y compitió en las categorías Turismo Nacional y TC 2000, donde llegó a ser piloto oficial de la marca Fiat.
Tras su paso por el automovilismo nacional, decidió reemprender su carrera deportiva a nivel internacional, debutando en el año 2014 en el Campeonato Europeo de GT4, compitiendo por la Copa Ginetta G50, donde culminaría el torneo en la tercera colocación.

## Carrera deportiva
- 2000: Karting 125cc
- 2001: Karting Sudam Pre Juniors 125 cc.
- 2002: Karting Sudam Juniors 125 cc.
- 2003: Karting Subcampeón Federal Sudam Juniors 125 cc.
- 2004: Karting Subcampeón Bonaerense Sudam Seniors 125 cc.; Campeonato Bonaerense; Fórmula Renault 1,6.
- 2005: Fórmula Renault 1,6; Realiza Test de los Chevrolet Astra de TC2000.
- 2006: Campeón de Fórmula Renault Plus; Fórmula Renault 1,6; Fórmula Junior 1,6 By Renault (Italia)
- 2007: Fórmula Renault 2.0 Suiza.
- 2008: Turismo Nacional Clase 3; TC2000: 200 kilómetros de Buenos Aires con el equipo DTA.
- 2009: TC2000 (Fiat Linea - Fiat Pro Racing Team); Clase 3 del Turismo Nacional (Honda New Civic)
- 2010: Clase 3 del Turismo Nacional (Honda New Civic)
- 2011: Clase 3 del Turismo Nacional (Ford Focus I)
- 2012: Clase 3 del Turismo Nacional (Citroën C4-Seat Leon)
- 2013: Clase 3 del Turismo Nacional (Seat Leon)
- 2014: Campeonato Europeo de GT4 (Ginetta G50)
- [2]

## Palmarés
| Título  | Categoría            | Automóvil      | Año  |
| ------- | -------------------- | -------------- | ---- |
| Campeón | Fórmula Renault Plus | Crespi-Renault | 2006 |

## Controversias
En el año 2009, Francisco Viel Bugliotti había sido seleccionado para integrar el equipo oficial de la marca Fiat, dentro del TC 2000. El arribo de este piloto al equipo, se vería reforzado precisamente por ser su tía, Nora Bugliotti, la presidenta a cargo del complejo Pro Racing, escuadra que asumiría la representación oficial de la casa italiana. Sin embargo, luego de haber desarrollado cuatro competencias dentro de esta categoría, saldría a la luz un video publicado en internet en el cual se lo observa manejando su coche particular, un Mini Cooper S, a más de 200 km/h por una autopista, sin colocar las manos en el volante. En respuesta ante tan irresponsable actitud, la marca Fiat lo relegaría de su posición dentro del equipo, siendo reemplazado por el experimentado Omar Martínez. Sin embargo, a pesar de haber sido despedido del equipo oficial de TC 2000, Viel Bugliotti continuaría su carrera deportiva dentro de la Clase 3 del Turismo Nacional, donde continuaría compitiendo con total normalidad.

## Resultados

### Turismo Competición 2000
| Año  | Equipo                    | Auto               | 1   | 2   | 3   | 4   | 5   | 6   | 7  | 8   | 9   | 10  | 11  | 12  | 13  | 14  | Res. | Puntos |
| ---- | ------------------------- | ------------------ | --- | --- | --- | --- | --- | --- | -- | --- | --- | --- | --- | --- | --- | --- | ---- | ------ |
| 2008 |                           |                    | PAR | SAL | GR  | SFE | SJU | RES | AG | BA  | OBE | TRH | VIE | SMM | PDF | PDE | -    | -      |
| 2008 | DTA Omer                  | Chevrolet Astra II |     |     |     |     |     |     |    | 19† |     |     |     |     |     |     | -    | -      |
| 2009 |                           |                    | AG  | GR  | OBE | SMM | TRH | RES | BA | CEN | SFE | SFE | SJU | SJU | PDF |     | -    | 0      |
| 2009 | Fiat Pro Racing           | Fiat Linea         | Ret | Ret | 14  |     |     |     |    |     |     |     |     |     |     |     | -    | 0      |
| 2011 |                           |                    | GR  | SFE | SFE | SMM | SJU | RES | AG | TRH | LPL | TRE | JUN | PDF | PAR |     | -    | -      |
| 2011 | Escudería Río de la Plata | Honda Civic VIII   |     |     |     |     |     |     |    |     |     |     |     |     | 20  |     | -    | -      |